# Тепер нехай йде
«Тепер нехай йде» (рос. «Теперь пусть уходит») — радянський чорно-білий двосерійний телефільм 1963 року, знятий режисером Сергієм Алексєєвим на кіностудії «Мосфільм».

## Сюжет
Телефільм (у двох серіях) за однойменною п'єсою Дж. Б. Прістлі. Дія фільму відбувається у Великій Британії. На маленьку станцію Скруп прибуває поїзд, у якому їде хворий старий. Він майже втратив пам'ять — не пам'ятає куди і навіщо їхав, куди відправив два дуже цінні ящики. Залізничники знімають його з поїзда, влаштовують у готель Бістона та запрошують лікаря, який першим впізнає у хворому старому знаменитого художника Саймона Кендла, британську гордість.
Хол готелів заповнюють журналісти, а слідом за ними й найближчі родичі Кендла. Старший син Едмунд, безсердечний і безпринципний ділок, який прагне заволодіти ящиками з картинами, завезеними батьком, і прибрати до рук «Трест Кендла», і дочка Герміон, слабовільна світська дама, що спилася. Як з'ясовується, ящики Кендл віз у рідне місто Лонгстоун-бридж до свого друга Робіна Холмса, але виявляється, що той помер. І допомогти в розшуку можуть лише онука Фелісіті, дочка Едмунда, та син господаря готелю Стен, якого батько прогнав із дому. Перед смертю художник, зворушений щирою увагою Фелісіті і Стена, заповідає їм усю свою колекцію.

## У ролях
- Юрій Кольцов — Саймон Кендл, старий художник
- Владлен Давидов — сер Едмунд Кендл, син художника
- Ірина Гошева — Герміон, дочка художника
- Ніна Гуляєва — Фелісіті Кендл, онука художника
- Ігор Ясулович — Кеннет, «перший кузен», композитор
- Сергій Блинников — Джордж Бістон, господар готелю
- Анна Коломійцева — місіс Хілда Бістон, господиня готелю
- В'ячеслав Шалевич — Стен Бістон, син господарів готелю, інженер на заводі, художник-початківець
- Володимир Муравйов — Едж, місцевий лікар
- Павло Массальський — Сеф Джеффрі Брок, «придворний» лікар-консультант
- Анастасія Георгієвська — Петтон, доглядальниця
- Кіра Головко — Джудіт Сомерсет, нічна доглядальниця
- Володимир Бєлокуров — Лео Моргенштерн, ділок від мистецтва
- Петро Кудлай — Генрі Марч, адвокат
- Роман Фертман — Маркус Коннор, державний інспектор картинних галерей
- Михайло Кононов — Томмі, співробітник готелю
- Людмила Сухолінська — Пенелопа, репортер
- Микита Кондратьєв — провідник
- Василь Корнуков — начальник станції
- Роман Вільдан — репортер
- Микола Ковшов — репортер
- Валерій Пушкарьов — репортер в окулярах
- Володимир Мащенко — репортер
- Микола Калашников — епізод
- Дмитро Климов — вантажник на станції
- Яків Лакшин — залізничник
- Дмитро Шутов — залізничник
- Аскольд Лясота — репортер
- Володимир Піцек — листоноша

## Знімальна група
- Режисер — Сергій Алексєєв
- Сценарист — Сергій Алексєєв
- Оператор — Еміль Гулідов
- Композитор — Володимир Юровський
- Художник — Артур Бергер